# Francisco Cantón Rosado (hijo)

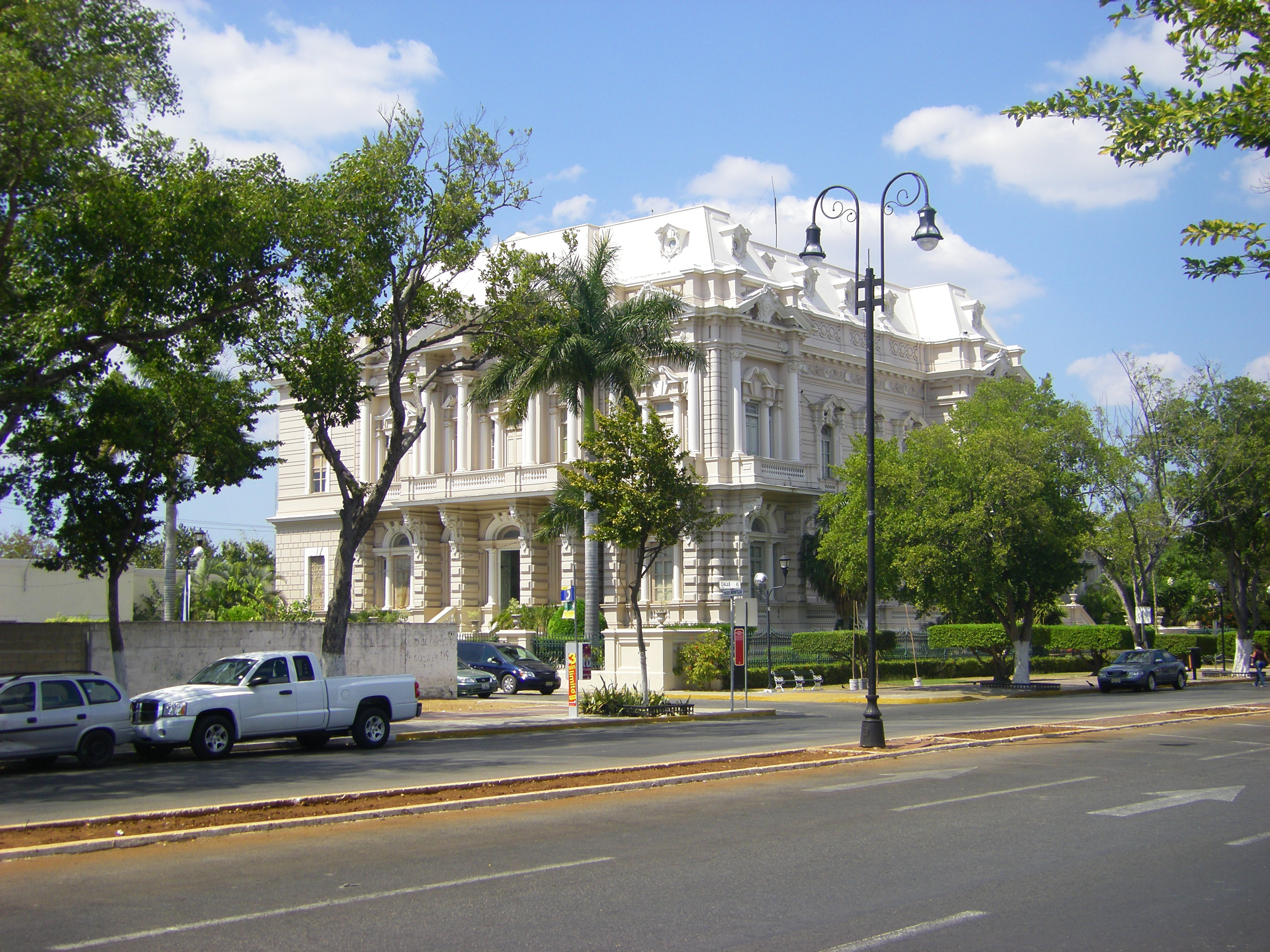
Mansión que fue residencia del general Francisco Cantón Rosado y más tarde de su hijo homónimo. En la actualidad el denominado Palacio Cantón en el Paseo de Montejo de Mérida, alberga al Museo Regional de Antropología de Yucatán

Francisco Cantón Rosado (1867 - 1956) fue un abogado e historiador mexicano, hijo del político conservador y gobernador de Yucatán homónimo. Nació en Valladolid, ciudad oriental del estado de Yucatán y falleció en la ciudad de Mérida.

## Datos biográficos
Obtuvo el título de abogado en la ciudad de Mérida. Desde joven se distinguió como polemista con ideas conservadoras, como las de su padre, y con fuerte inclinación hacia los temas de la iglesia católica. Fundó, en aquella ciudad, con varios colegas, el periódico El amigo del país de orientación religiosa. Recibió en 1887 del papa León XIII la cruz Pro Eclecia et Pontífice.
Al tiempo que escribía, atendió los negocios de su padre que vivía concentrado en actividades políticas y militares. Al igual que el general Canto Rosado, su hijo fue diputado al Congreso de la Unión, entre los años de 1898 y 1906.
Fue fundador en Yucatán del Consejo Francisco de Montejo, Caballeros de Colón y fue también secretario de la primera Junta Diocesana de Acción Católica en Mérida.
Fue colaborador de la Revista de Mérida, más tarde del Diario de Yucatán. También lo fue en otras publicaciones católicas como Criterio y La Época, en donde usó los seudónimos de Miguel Ángel Pérez y Junius.
Fue socio correspondiente de la Academia Mexicana de Historia y Geografía, de la Academia Mexicana de Santa María de Guadalupe y de la Sociedad Geográfica de Lima, de Perú.
A la muerte de su padre, en 1917, heredó la mansión familiar que vivió durante lustros, hasta que su circunstancia económica le impidió seguir haciéndolo. Vendió entonces el palacete que había construido su padre con el dinero de la venta del ferrocarril Mérida-Valladolid, del cual fue concesionario. El gobierno del estado de Yucatán encabezado por Bartolomé García Correa en 1932, compró el inmueble denominado Palacio Cantón que en la actualidad alberga el Museo Regional de Antropología de Yucatán.
Falleció en Mérida en 1956, a la edad de 89 años.

## Obra
- Historia de la iglesia de Yucatán, desde 1887 hasta nuestros días (1943)
- Historia del Seminario Conciliar de San Ildefonso
- Dos vidas ejemplares (en colaboración con José Rivero Figueroa)
- Historia de la instrucción pública en Yucatán desde el siglo XVI hasta finales del siglo XIX (1943)
- Ensayos históricos, apologéticos y literarios (1927)
- Tradujo del francés el libro de Desiré Charnay: Viaje a Yucatán a fines de 1886.